# Lys (Vorname)
Lys ist ein weiblicher Vorname.

## Herkunft und Bedeutung
Der Name ist friesischen Ursprungs und eine Verkleinerungsform von Elisabeth sowie das französische Wort für Lilie.

## Bekannte Namensträgerinnen
- Lys Assia (1924–2018), Schweizer Schlagersängerin